# Welle Niederrhein
Welle Niederrhein ist das Lokalradio für die Stadt Krefeld und den Kreis Viersen. Es ging am 31. August 1991 auf Sendung und bekam seine Lizenz von der LfM. Chefredakteurin ist Anouk van der Vliet. Das Programm wird aus dem Medienhaus an der Rheinstraße in Krefeld gesendet.

## Programm/Inhalte
Welle Niederrhein sendet sein lokales Programm werktags von 6 bis 10 Uhr („Welle Niederrhein am Morgen“ – jeweils im wöchentlichen Wechsel von Natascha Brücker oder Sebastian Raab moderiert) und von 14 bis 18 Uhr („Welle Niederrhein am Nachmittag“). Am Wochenende wird lokales Programm von 9 bis 14 Uhr („Welle Niederrhein am Wochenende“) gesendet. In der restlichen Zeit wird das Mantelprogramm von Radio NRW übernommen. Die Nachrichten werden werktags von 6:30 Uhr bis 19:30 Uhr gesendet. Die Weltnachrichten zur vollen Stunde, der Musiktitel und Werbeblock unmittelbar davor werden rund um die Uhr von Radio NRW übernommen. Wie alle privaten Rundfunksender in Nordrhein-Westfalen ist Welle Niederrhein außerdem auch durch das Landesmediengesetz dazu verpflichtet, Bürgerfunk-Sendungen auf seinen Frequenzen auszustrahlen. Dabei handelt es sich um aufgezeichnete Sendungen, die von Menschen oder Gruppen aus der Region erstellt und produziert werden. Diese Sendungen werden abends in der Regel ab 20 Uhr für eine Stunde ausgestrahlt.

## Reichweite
Den NRW-Lokalfunk, zu dem Welle Niederrhein gehört, hören 1,7 Millionen Menschen in jeder Stunde. Welle Niederrhein hat 111.000 Stammhörer (E.M.A. 2015 I).

## Bekannte Stimmen
Bekannte Stimmen von Welle Niederrhein sind Sebastian Raab, Natascha Brücker, Monique van Schjindel, Sabrina Kehren, Yannick Böke, Julia Rosendahl, Kati Grootens und Anouk van der Vliet. 

## Unternehmen
Die regionale Vermarktung im Bereich Radio-Werbung ist an die Pressefunk Düsseldorf GmbH ausgelagert, die im Vermarktungsbereich auch weitere Lokalradios im Ballungsraum Düsseldorf betreut (Funk Kombi West). Zu diesen zählen: Antenne Düsseldorf, Radio Neandertal, Radio Wuppertal, Radio 90,1 Mönchengladbach, Antenne Niederrhein, NE-WS 89.4 und Radio RSG.

## Empfang
Welle Niederrhein ist im Sendegebiet über zwei UKW-Frequenzen zu hören:
- 87,70 MHz: Krefeld-Bockum mit 0,2 kW
- 100,60 MHz: Viersen-Süchteln/Süchtelner Höhen mit 1,0 kW

Hinzu kommt noch die einheitliche Kabelfrequenz 95,25 MHz für das gesamte Sendegebiet.
Ebenfalls bietet Welle Niederrhein einen Live-Stream für den Empfang über Internet an. Für Android und iOS sind auch kostenlose Apps in den jeweiligen Stores vorhanden. Außerdem ist Welle Niederrhein über die App radioplayer.de zu empfangen.